# Nil sine magno labore vita dedit mortalibus
La locuzione latina Nihil sine magno labore vita dedit mortalibus, tradotta letteralmente, significa nulla la vita concede agli uomini senza grande sforzo. (Orazio, "Satire" 1,9,59-60).
Con questa espressione Orazio ci ricorda che nella vita, per ottenere dei risultati, bisogna fare sacrifici.